# The Seeds (альбом)
The Seeds — дебютный студийный альбом американской гараж-роковой группы The Seeds. Был выпущен в апреле 1966 года на лейбле GNP Crescendo Records и спродюсирован Марком Тибалтом и Скаем Саксоном. После выпуска двух синглов «Can’t Seem to Make You Mine» и «Pushin' Too Hard» в 1965 году, альбом сумел занять 132 место в Billboard Top LPs & Tapes chart. В настоящее время альбом имеет благосклонные отзывы, и также отмечается его влияние на панк-рок десятилетием спустя.

## Стиль
Как и в большинстве гараж-роковых-групп того времени, вокал ведущего певца Ская Саксона сформировался под влиянием фронтмена Rolling Stones Мика Джаггера, но кое что было также позаимствовано с исполнителей рокабилли Бадди Холли и Эдди Кокрана.

## Релиз
Прежде чем выпустить альбом в 1966 году The Seeds выпустили два сингла: «Can’t Seem to Make You Mine» в июне 1965 года и «Pushin' Too Hard» в ноябре того же года. В США The Seeds был выпущен в апреле 1966 года и попал на 132 место в Billboard Top LPs & Tapes chart. Первым синглом, выпущенным после релиза альбома стала песня «Try to Understand», которая не попала в чарты США. В октябре 1966 года был выпущен сингл «Pushin' Too Hard». В феврале 1967 года он достиг 36 места в американских чартах.
В Великобритании альбом несколько раз переиздавался на виниле и на CD. Некоторые переиздания включают бонкс-треки, а сам диск был переиздан в виде двойного альбома на компакт-диске, вместе со вторым альбомом группы, A Web of Sound. Некоторые из переизданий опускают песню «Lose Your Mind», вошедшую в оригинальный винил.
В 2012 году лейбл Big Beat Records переиздал альбом в подарочном варианте, включив туда ремастированную моно-версию и десять бонус-треков, которые ранее не издавались.

## Отзывы
| Оценки критиков | Оценки критиков |
| Источник        | Оценка          |
| --------------- | --------------- |
| Allmusic        | (переиздание)   |

В наши дни альбом имеет положительные отзывы критиков. В своей рецензии двойного переиздания альблома Allmusic дал положительный отзыв альбому, поставив ему четыре звезды отмечая, что «The Seeds, возможно, является одним из лучших альбомов гаражных рок-групп США. В альбоме нет привычных для предыдущих работ каверов, добавленных ради увеличения продолжительности, или чрезмерно больших песен. И, конечно же, содержит песни, являющиеся классикой своей эпохи: бессмертную „Pushin' Too Hard“ и ещё более яркую „Can’t Seem to Make You Mine“». Британский музыкальный журнал Uncut дал компиляции также положительный отзыв, поставив оценку в четыре с половиной звезды из пяти и описал альбом как «…Гениально простая, но безудержная волна, пронизанная брюзжащей гитарой, бьющими ключом органными риффами и чистым горло-разрывающим вокалом Саксона…»

## Список композиций
Слова и музыка всех песен — Ская Саксона, кроме отмеченных.
| №  | Название                      | Автор(ы)                            | Длительность |
| -- | ----------------------------- | ----------------------------------- | ------------ |
| 1. | «Can’t Seem to Make You Mine» |                                     | 3:05         |
| 2. | «No Escape»                   | Джимми Лоуренс, Джен Сэвидж, Саксон | 2:16         |
| 3. | «Lose Your Mind»              |                                     | 2:11         |
| 4. | «Evil Hoodoo»                 | Дэрил Хупер, Саксон                 | 5:19         |
| 5. | «Girl I Want You»             |                                     | 2:26         |
| 6. | «Pushin' Too Hard»            |                                     | 2:38         |

| №   | Название               | Длительность |
| --- | ---------------------- | ------------ |
| 7.  | «Try to Understand»    | 2:53         |
| 8.  | «Nobody Spoil My Fun»  | 3:54         |
| 9.  | «It's a Hard Life»     | 2:40         |
| 10. | «You Can't Be Trusted» | 2:12         |
| 11. | «Excuse, Excuse»       | 2:21         |
| 12. | «Fallin' in Love»      | 2:49         |

| №   | Название                       | Длительность |
| --- | ------------------------------ | ------------ |
| 13. | «She's Wrong»                  | 2:13         |
| 14. | «Daisy Mae»                    | 2:20         |
| 15. | «Dreaming of Your Love»        | 2:19         |
| 16. | «Out of the Question - Take 1» | 3:02         |
| 17. | «Out of the Question - Master» | 2:23         |
| 18. | «Pushin' Too Hard»             | 3:15         |
| 19. | «Girl I Want You»              | 2:22         |
| 20. | «Evil Hoodoo»                  | 15:59        |
| 21. | «It's a Hard Life»             | 2:37         |
| 22. | «Nobody Spoil My Fun»          | 3:50         |

## Участники записи
Музыканты
- Скай Саксон[англ.] — бас-гитара, губная гармоника, вокал, продюсер, концепция, дизайн обложки
- Рик Эндридж — ударные
- Чак Бритц[англ.]— звукоинженер
- Кукер — гитара, ботлнэк-гитара
- Дэрил Хупер — мелодика, фортепиано, клавишные, вокал
- Джен Сэвидж — гитара, ритм-гитара, вокал

Производственный персонал
- Майк Дурроу — инженеринг, ремиксы, микширование
- Дэвид Хэссингер — инженеринг
- Ланки Линдстрот — инженеринг
- Стэн Росс — ремиксы
- Док Сигел — ремиксы
- Маркус Тибалт — продакш, примечания
- Рафаэль O. Валентайн — инженеринг
- Алек Палао — исполнительный продюсер
- Нил Норман — исполнительный продюсер